# Lalande (Toulouse)
Pour les articles homonymes, voir Lalande.
Lalande est un quartier résidentiel de Toulouse, situé au nord de la ville, dans le secteur 3. Il est traversé en son centre par le périphérique de Toulouse, et est le quartier le plus au nord de Toulouse.
Il fut longtemps proche de la campagne, et se trouve de plus en plus encerclé par de nouvelles constructions telles que la ZAC de Borderouge, sur la rivière Maltemps.

## Géographie

### Localisation
Lalande se situe dans le secteur 3 de Toulouse (Toulouse-Nord), au nord de la ville. C'est le quartier le plus septentrional de Toulouse. Le périphérique de Toulouse le traverse d'est en ouest, et l'échangeur entre l'autoroute A62, l'autoroute A620 (périphérique ouest) et le périphérique est se situe dans le quartier. Par ailleurs, la ligne ferroviaire de Bordeaux à Sète marque la limite ouest de Lalande.
Au nord se situent les communes d'Aucamville et de Launaguet, et au sud les quartiers Barrière-de-Paris et Les Izards-Trois Cocus.

### Voies de communication et transports
Le périphérique de Toulouse, traversant directement le quartier, permet un accès rapide à celui-ci, notamment via la sortie n°33. L'avenue de Fronton et l'avenue des États-Unis, artères majeures pour rejoindre le centre-ville de Toulouse depuis le nord de l'agglomération, traversent le quartier.
Seules des lignes de bus et d'autocars desservent le quartier, transitant entre le centre-ville de Toulouse et le nord de son agglomération. En 2021, la ligne de bus à haut niveau de service Linéo 10 desservira le quartier. 

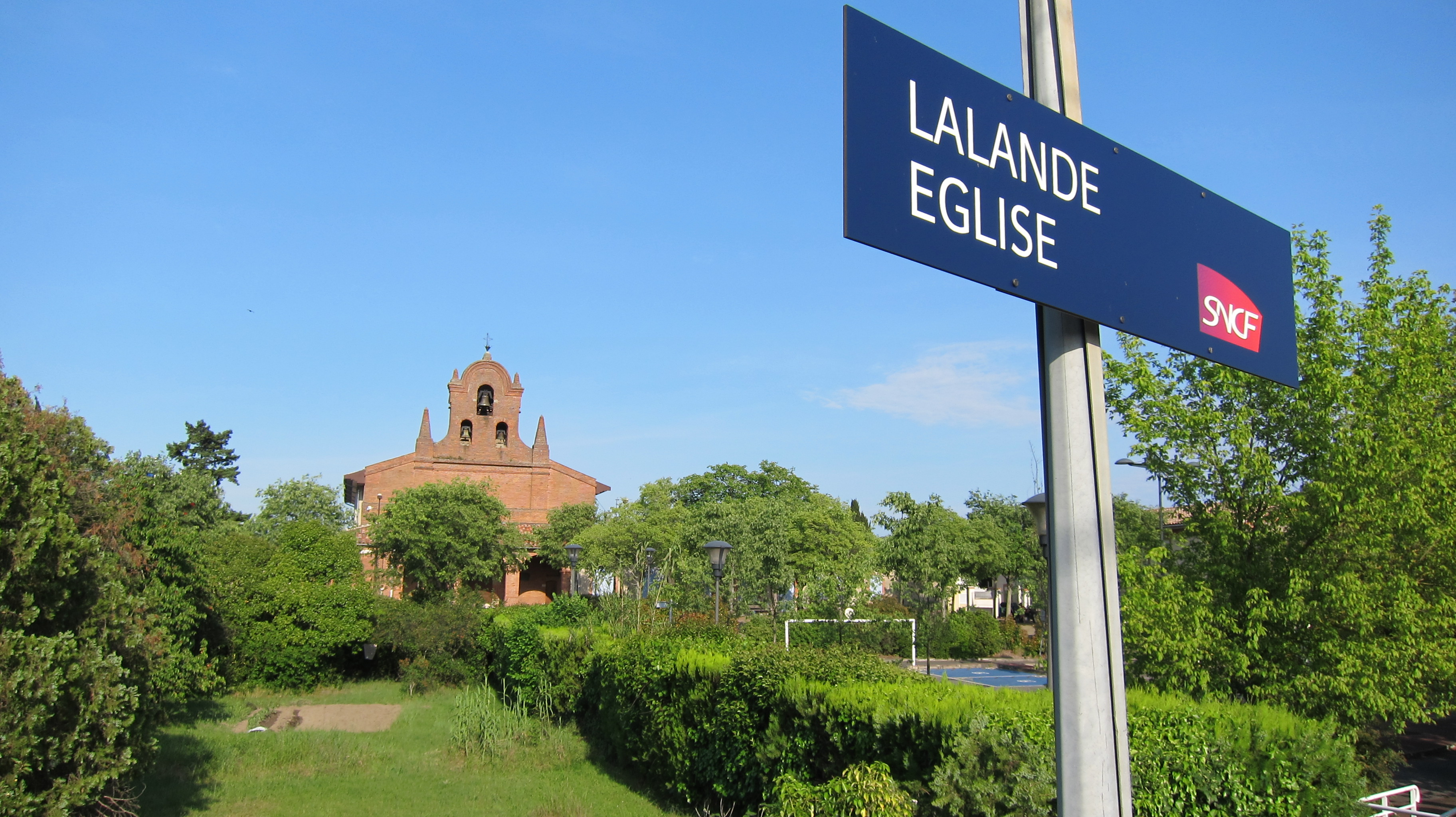
La gare de Lalande-Église, dont la desserte est désormais interrompue.

Autrefois, la gare de Lalande-Église et celle de Route-de-Launaguet permettaient la desserte de Lalande, mais toutes deux ne sont plus desservies.

## Urbanisme

### Logement
En 2016, il y avait 6 785 logements à Lalande, en hausse de 54,5 % par rapport à 2011. Parmi ces logements, 87 % étaient des résidences principales, 1 % des résidences secondaires et 11 % des logements vacants. La majorité de ces habitations sont des appartements : 79 % des logements le sont, contre 21 % de maisons.
En 2016, dans le secteur, 27 % des habitants sont propriétaires de leurs logements, contre 72 % de locataires.  Par ailleurs, le taux de logement social à Lalande est de 14 %, légèrement supérieur à la moyenne toulousaine (13 %) en 2016.

## Histoire
Lalande était une paroisse du gardiage de Toulouse. 
Durant la Révolution, Lalande porta le nom de Floréal.

## Politique et administration
Les personnalités élues dont le mandat est en cours et dont le territoire de Lalande dépend sont les suivantes :
| Élection        | Territoire                                                                                         | Titre                                       | Nom                                | Tendance politique |  | Début de mandat | Fin de mandat |
| --------------- | -------------------------------------------------------------------------------------------------- | ------------------------------------------- | ---------------------------------- | ------------------ |  | --------------- | ------------- |
| Municipales     | Quartier 3.2 : Sept Deniers - Ginestous - Lalande                                                  | Maire du quartier                           | Olivier Arsac                      |                    |  | 2020            | 2026          |
| Municipales     | Ville de Toulouse                                                                                  | Maire de Toulouse                           | Jean-Luc Moudenc                   | LR                 |  | 2020            | 2026          |
| Législatives    | [[Première circonscription de la Haute-Garonne\|1ère[Quoi ?] circonscription de la Haute-Garonne]] | Député                                      | Pierre Cabaré                      | LREM               |  | 2017            | 2022          |
| Départementales | Canton de Toulouse-8                                                                               | Conseillers départementaux de Haute-Garonne | Marie-Claude Farcy, Vincent Gibert | PS                 |  | 2015            | 2021          |

### Rattachements administratifs et électoraux
Le quartier de Lalande se situe dans la ville de Toulouse au sein de Toulouse Métropole, dans le département de la Haute-Garonne, en région Occitanie. Il fait partie du canton de Toulouse-8 et de la première circonscription de la Haute-Garonne.

## Démographie
En 2016, on dénombrait une population de 11 971 habitants sur 302 hectares, soit une densité de 3 964 hab./km2. Par rapport à 2011, la population avait alors augmenté de 42,7 %.

## Économie

### Revenus de la population et fiscalité
Le revenu médian des habitants du quartier est légèrement inférieur à la moyenne de la ville de Toulouse.

### Emploi
En 2016, la population âgée de 15 à 64 ans s'élevait à 7 536 personnes, parmi lesquelles on comptait 17 % de chômeurs. La part d'actifs dans la population est très importante à Lalande : avec 87 % d'actifs, elle est bien plus élevée que dans l'ensemble de la ville de Toulouse, où 66 % des habitants le sont.
La majorité des habitants du quartier sont des employés (31 %), des professions intermédiaires (30 %) et des ouvriers (20 %).

## Équipements et monuments

### Entreprises et commerces
En 2016, le quartier comptait 14 commerces de proximité (supérettes, boulangeries, coiffeurs, etc.).  

### Équipements publics
Le centre départemental de l'enfance et de la famille (CDEF), géré par le conseil départemental de la Haute-Garonne, se situe au nord du quartier, au niveau de la route de Launaguet. Il est chargé de recueillir les mineurs confiés à l'aide sociale à l'enfance, ainsi que les femmes enceintes et jeunes parents en difficultés.
Un collège, le collège de Lalande, se situe sur le territoire, ainsi que plusieurs établissements d'enseignement primaire, dont le groupe scolaire Moulis Croix Bénite.
La mairie de quartier de Lalande ainsi qu'un bureau de poste se situent au cœur du quartier, sur la place Paul Riche.

### Lieux et monuments
L'église de Lalande, située le long de la voie ferrée, est le principal monument religieux du quartier.

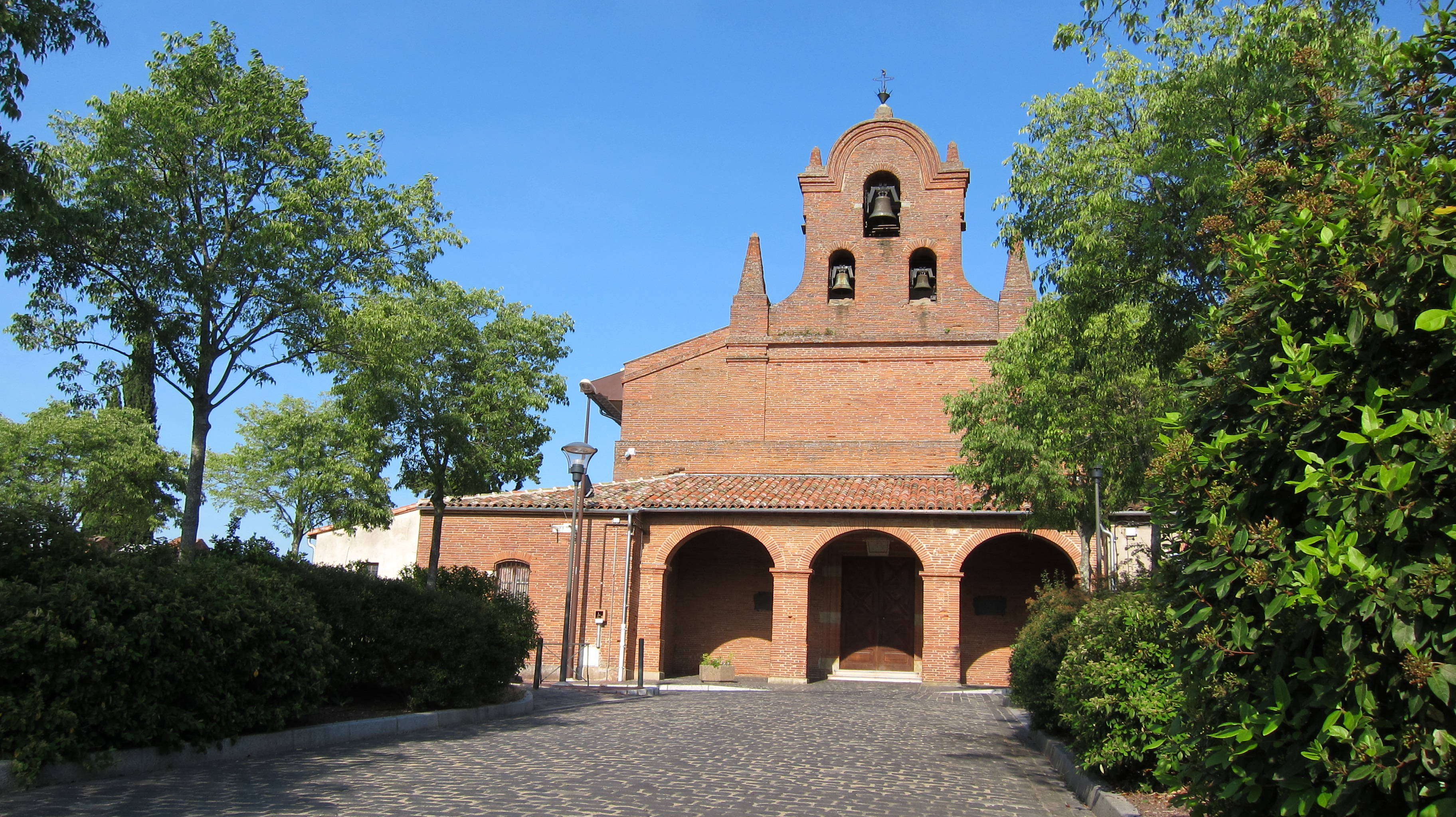
L'église vue de l'extérieur.
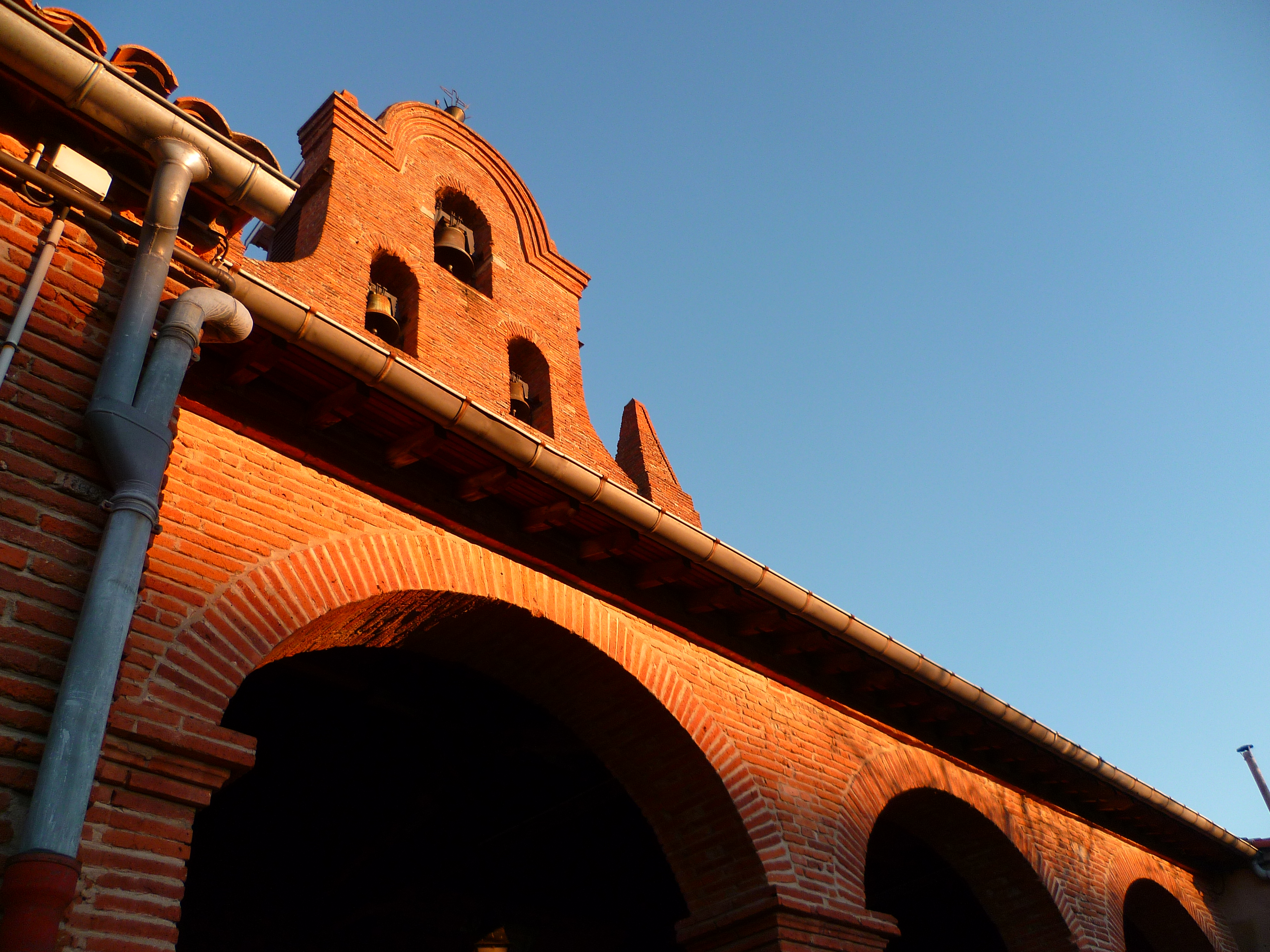
La façade de l'église.
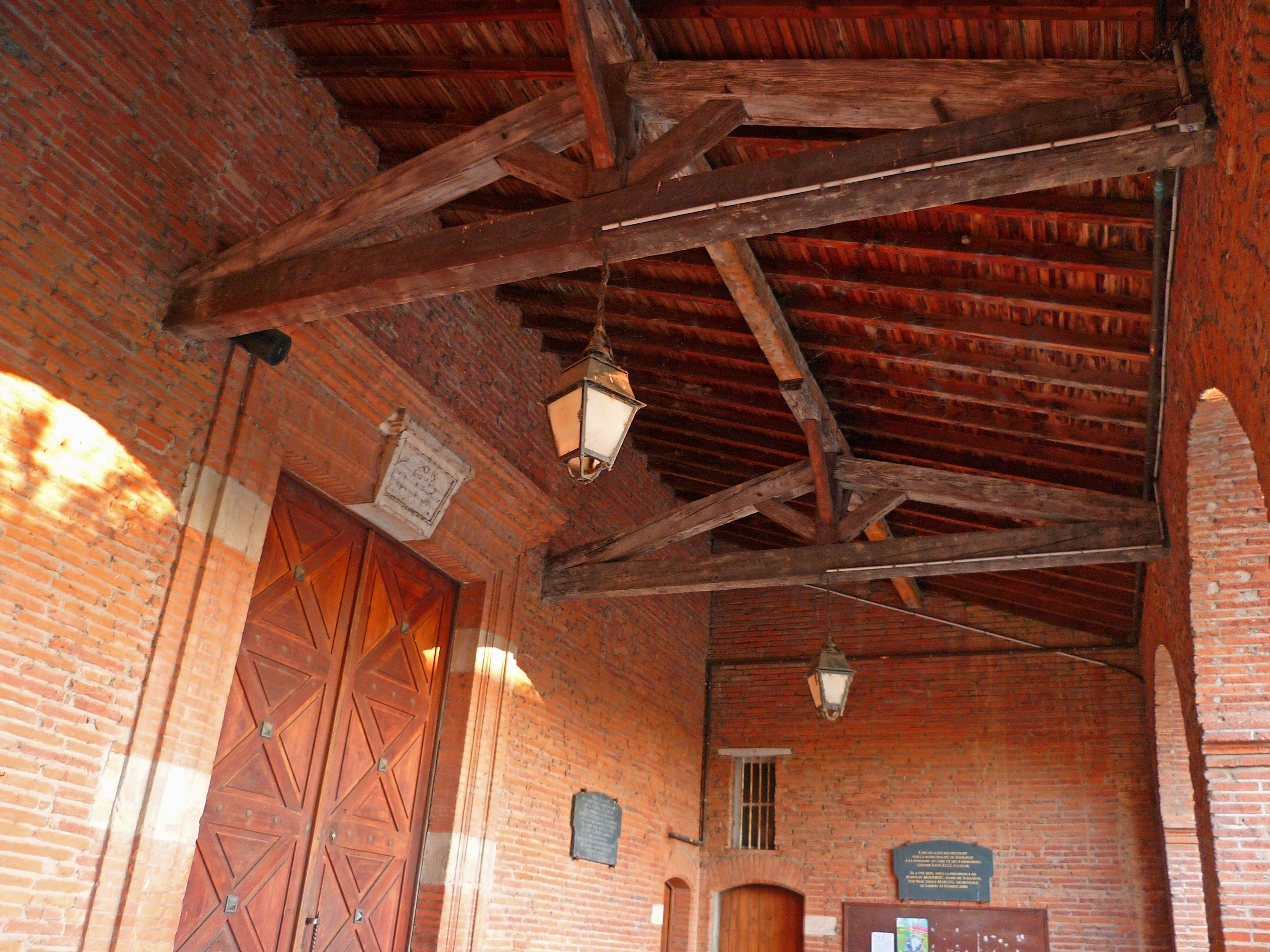
L'intérieur de l'église de Lalande.

Le quartier comporte également un cimetière, le cimetière Lalande.
Bien que portant le nom du quartier, l'écluse de Lalande, située sur la canal latéral à la Garonne, n'est pas située sur le territoire du quartier de Lalande tel que défini par la mairie de Toulouse.